# Mallorca Championships
Il Mallorca Championships è un torneo maschile di tennis che si svolge annualmente a Santa Ponsa dal 2021, in Spagna, su campi in erba. Introdotto dal 2021, il torneo fa parte della categoria ATP Tour 250, e si gioca sui campi in erba del Mallorca Country Club.

## Albo d'oro

### Singolare
| Anno | Campione            | Finalista             | Punteggio        |
| ---- | ------------------- | --------------------- | ---------------- |
| 2021 | Daniil Medvedev     | Sam Querrey           | 6–4, 6–2         |
| 2022 | Stefanos Tsitsipas  | Roberto Bautista Agut | 6–4, 3–6, 7–6(2) |
| 2023 | Christopher Eubanks | Adrian Mannarino      | 6–1, 6–4         |
| 2024 | Alejandro Tabilo    | Sebastian Ofner       | 6–3, 6–4         |

### Doppio
| Anno | Campioni                          | Finalisti                          | Punteggio              |
| ---- | --------------------------------- | ---------------------------------- | ---------------------- |
| 2021 | Simone Bolelli Máximo González    | Novak Đoković Carlos Gómez-Herrera | w/o                    |
| 2022 | Rafael Matos David Vega Hernández | Ariel Behar Gonzalo Escobar        | 7–6(5), 6(6)–7, [10–1] |
| 2023 | Yuki Bhambri Lloyd Harris         | Robin Haase Philipp Oswald         | 6–3, 6–4               |
| 2024 | Julian Cash Robert Galloway       | Diego Hidalgo Alejandro Tabilo     | 6–4, 6–4               |
| 2025 | Santiago González Austin Krajicek | Yuki Bhambri Robert Galloway       | 1-6, 6-1, [13-15]      |

## Record

### Vittorie

#### Maggior numero di successi in singolare per nazionalità
| Pos. | Nazione     | Titoli | Edizioni |
| ---- | ----------- | ------ | -------- |
| 1    | Russia      | 1      | 2021     |
| 1    | Grecia      | 1      | 2022     |
| 1    | Stati Uniti | 1      | 2023     |
| 1    | Cile        | 1      | 2024     |